# C'est le chien ou moi !
C'est le chien ou moi ! (en anglais : It's Me or the Dog) est une émission de télévision britannique diffusée sur la chaîne Channel 4 ainsi que sur plusieurs chaînes dans le reste du monde (Animal Planet aux États-Unis et Discovery Real Time en France). 
Réalisée par la société de production Ricochet (pour la version britannique), elle met en scène l'éducatrice canine Victoria Stilwell (en) aux prises dans chaque épisode avec un ou plusieurs chiens posant des problèmes de comportement à leurs maîtres. La mission de Victoria Stilwell est ainsi de reprendre en main l'éducation des animaux tout en conseillant leurs propriétaires, afin d'éviter que ceux-ci ne se laissent plus déborder à l'avenir par leurs compagnons à quatre pattes.

## Présentation

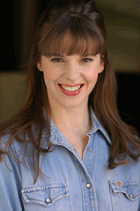
Victoria Stilwell, éducatrice canine et présentatrice de l'émission

Chaque épisode est structuré de la même manière : en premier lieu, les propriétaires exposent brièvement leurs problèmes (animaux turbulents, possessifs, détériorant le mobilier ou parfois agressifs) puis laissent l'éducatrice canine observer la situation. Dans un second temps, celle-ci prodigue ses conseils aux propriétaires et entame le processus de dressage proprement dit en utilisant stimuli (visuels ou auditifs notamment) et récompenses, l'objectif étant de faire comprendre à l'animal quelle doit être sa position dans la hiérarchie familiale.
La première saison de l'émission est diffusée à partir du 31 août 2005 sur la chaîne de télévision britannique Channel 4. Incluant six épisodes d'une durée de 30 minutes, elle est suivie d'une seconde saison de douze épisodes (de janvier à mars 2006) puis d'une troisième saison de huit épisodes (d'octobre à novembre 2006). Une émission spéciale d'une heure est diffusée le 13 mars 2007 depuis la Crufts Competition (salon de dressage), suivie quelques mois plus tard par une quatrième saison de six épisodes (juillet et août 2007).
Une version spécifique de l'émission, produite par la société de production Shed Media US, est diffusée aux États-Unis sur la chaîne de télévision Animal Planet depuis le 16 avril 2007. Après une première saison reprenant des épisodes de l'émission britannique, une seconde saison met en scène des propriétaires de chiens américains.